# Giovanni Papapietro
Giovanni Papapietro (Mola di Bari, 9 gennaio 1931 – Bari, 25 maggio 2005) è stato un politico italiano.
Nato in una famiglia della media borghesia pugliese, Papapietro si laureò in lettere nel 1955 e successivamente divenne socio fondatore della fondazione concerti Nicolo Piccini e redattore della casa editrice Laterza, con cui scrisse anche un'opera dedicata a sua madre. Nel 1956 si iscrisse al Partito Comunista Italiano, con cui fece una rapida carriera politica: a meno di quarant'anni fu componente del comitato federale e centrale nazionale del partito.
Segretario provinciale del PCI a Bari, dal 1964 a giugno 1971 al 1979 fu deputato regionale mentre dal 1980 (subentrando ad un collega) al 1992 fu deputato nazionale alla Camera dei deputati. È stato anche consigliere comunale e capogruppo del PCI al comune di Bari, oltre che consigliere e capogruppo nel primo Consiglio Regionale, dove dette un notevole contributo alla stesura del primo Statuto della Regione Puglia.
Dopo la "svolta della Bolognina" egli fu favorevole alla trasformazione da PCI a Partito Democratico della Sinistra, con cui fu eletto deputato europeo dal 1994 al 1999. Protagonista di un tentativo di dialogo con la Democrazia Cristiana e con il cattolicesimo, negli anni Sessanta egli pubblicò una critica all'enciclica di papa Giovanni XXIII "Pacem in Terris" nella quale sosteneva che la visione comunista e quella cristiana non sono molto diverse. Una delle ultime apparizioni pubbliche fu il comizio in favore di Nichi Vendola effettuato in vista delle elezioni regionali del 2005.